# Lukas Meijer
Lukas Dan Emil Meijer, född 21 augusti 1988 i Ulricehamn, är en svensk musiker och sångare. Tillsammans med den polska DJ:n Gromee representerade Meijer Polen i Eurovision Song Contest 2018 med låten "Light Me Up".
Meijer sjunger i bandet No Sleep For Lucy.
Hans äldre bror, Sebastian Meijer, som är ishockeyspelare vann SM-guld med HV71 2004.